# 凱特琳 (摔角手)

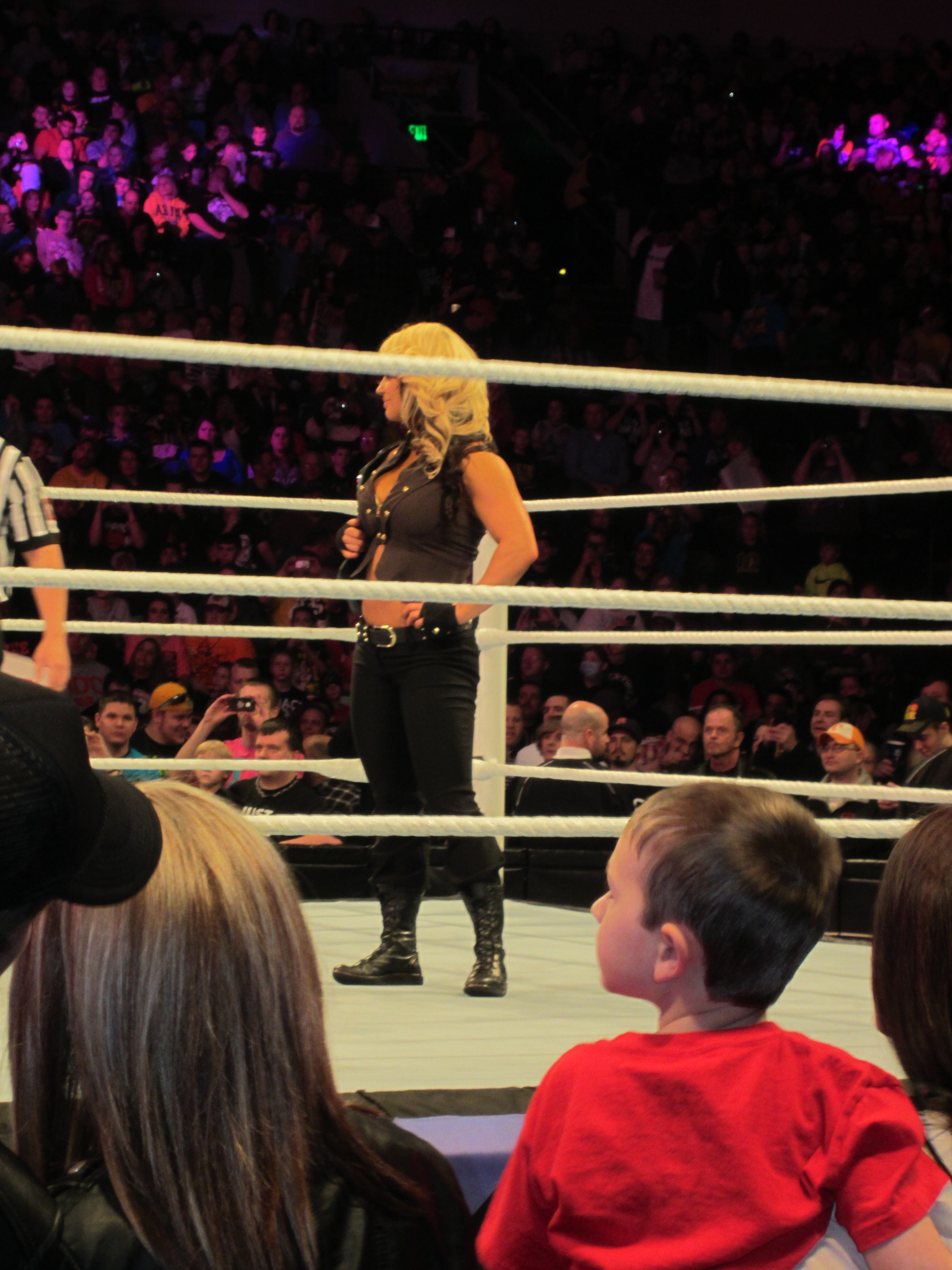
凱特琳與WWE麗人冠軍腰帶

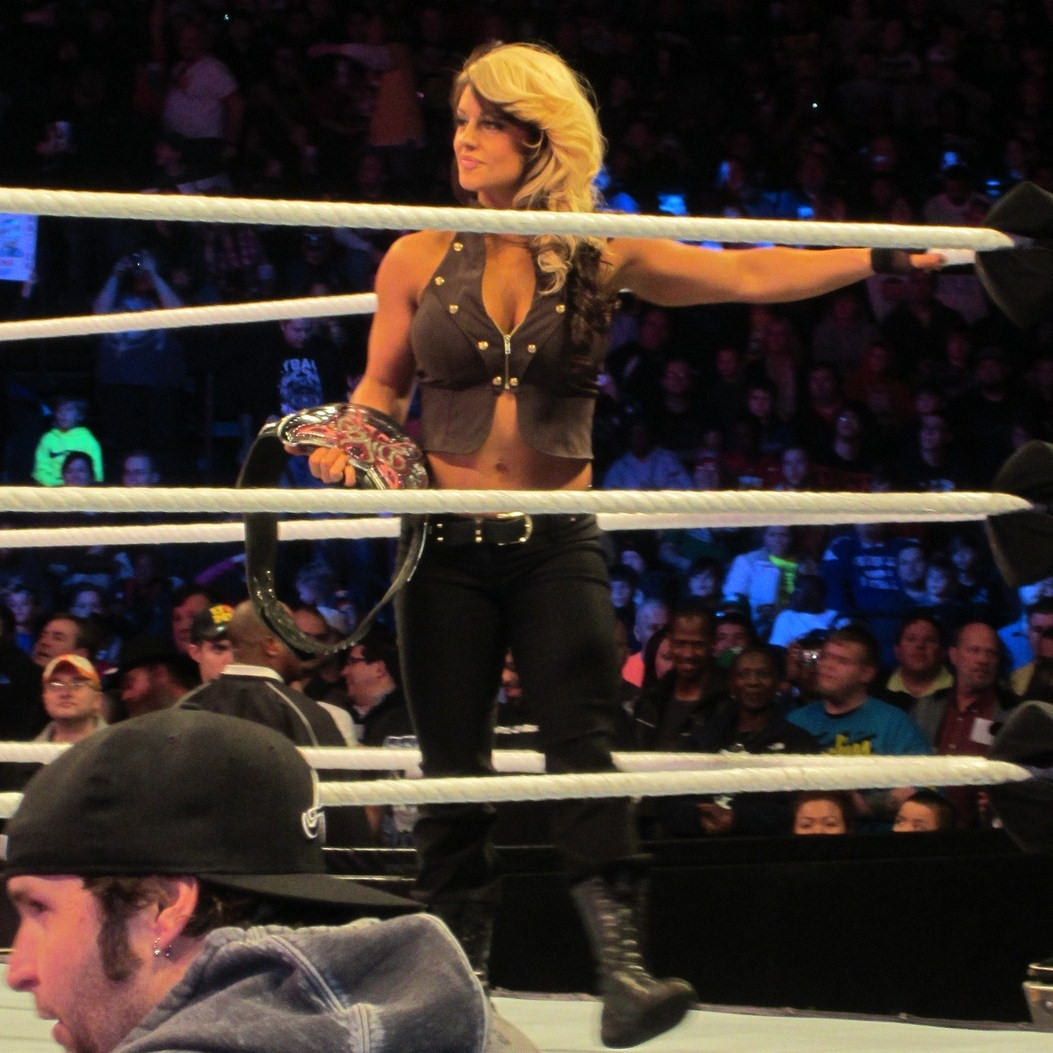
凱特琳與WWE麗人冠軍腰帶

凱特琳（英語：Kaitlyn，1986年10月7日—），本名西萊斯特·貝麗爾·博寧（英語：Celeste Beryl Bonin），是前世界摔角娛樂（WWE）旗下職業摔角選手，並在世界摔角娛樂節目WWE SmackDown和WWE NXT中亮相。
進入smackdown時，與好友AJ·李組成The Chick Busters。
在凱特琳的摔角事業中，凱特琳曾是一次的WWE麗人冠軍；也是WWE NXT第三季的冠軍。